# Бидерман, Фридрих Карл
Фридрих Карл Бидерман (25 сентября 1812, Лейпциг — 5 марта 1901, там же) — саксонский и германский публицист, издатель, политик, историк, преподаватель, активный участник либерального движения во время объединения Германии.

## Биография
В детстве жил с матерью; о его отце существуют многочисленные спекуляции. Начальное образование получил у сельского пастора, а в возрасте девяти лет поступил в школу в Дрездене, которая находилась под контролем масонов. По некоторым сведениям, в школьные годы получил множество психологических травм, и якобы именно тогда сформировалась его ненависть к тирании. С 1830 года изучал в своём родном городе Лейпциге, а с 1833 года в Гейдельберге богословие и философию, но затем стал заниматься исключительно философскими науками, получил докторскую степень и в мае 1835 года вернулся в Лейпциг, где стал профессором в Лейпцигском университете.
Свою литературную деятельность он начал сочинением «Fundamental-philosophie» (Лейпциг, 1837); за этим трудом последовали: «Wissenschaft und Universität» (Лейпциг, 1839) и «Die deutsche Philosophie von Kant bis auf unsere Tage» (2 тома, Лейпциг, 1842—1843). В 1842 году он основал «Die deutsche Monatschrift für Litteratur und offentliches Leben» и в 1844 году «Herold», еженедельник, посвящённый политике и литературе. Первый журнал был преобразован в трёхмесячник «Unsere Gegenwart und Zukunft» (с 1846—1848 годов), второй же прекратил издаваться в 1847 году. В своих многочисленных статьях в этих изданиях он активно высказывал точку зрения о необходимости объединения всех германских государств под контролем Пруссии. Вследствие произнесённой им публичной речи ему было запрещено в 1845 году чтение лекций по государственному праву.
Затем он напечатал «Vorlesungen über Sozialismus und Soziale Fragen» (Лейпциг, 1847) и «Geschichte des ersten preus. Reichstags» (1847). В 1848 году вышел на политическое поприще: после февральской революции в Париже он возглавил лейпцигскую делегацию к Фридриху Августу II с целью убедить его созвать бундестаг; последний этого не сделал, что привело в итоге к мартовской революции. После краткой дипломатической миссии в Берлин по поручению нового саксонского министерства он вступил в предварительный франкфуртский парламент и был избран им в Комиссию пятидесяти. В общегерманском национальном собрании, в котором он представлял саксонский избирательный участок Цвикау, Бидерман действовал некоторое время в качестве вице-президента и принадлежал сначала к левому центру (Вюртембергский двор), но после сентябрьского восстания во Франкфурте перешел к правому (Аугсбургский двор). Позже он был одним из основателей и почти постоянным председателем так называемого Вейденбушферейна, или наследственно императорской партии. После своего выхода из собрания Бидерман написал «Erinberungen aus der Paulskirche» (Лейпциг, 1849), в которых метко охарактеризовал стремления партий. В 1850 году он взял на себя ведение энциклопедического сочинения «Germania», вместо которого с 1852 года стал издавать «Deutsche Annalen». В качестве ответственного издателя за статью, направленную против французского переворота 2 декабря 1851 года, написанную Л. де-Рошо, был арестован и привлечён к суду: результатом стало лишение его профессуры и месячное тюремное заключение. С тех пор Бидерман посвятил свой досуг историческим трудам, результатом которых явилось сочинение «Deutschland im XVIII Jahrh.» (4 тома, Лейпциг, 1854—1880), дающее всестороннюю картину материального, политического, социального, духовного, нравственного и религиозного положения Германии в XVIII веке. В 1855 году он последовал приглашению редактировать полуофициальную «Weimar. Zeitung». В Веймаре он издал «Frauenbrevier» (Лейпциг, 1856; 2-е издание — 1881). Спустя десять лет, в 1865 году, ему была возвращена профессура.
Его сочинения педагогического содержания — «Die Erziehung zur Arbeit» (1851; под псевдонимом Карла-Фридриха) и «Der Geschichtsunterricht auf Schulen, seine Mängel und Vorschläge zur Abhilfe» (1860); в 1858 году Бидерман напечатал к юбилею Йенского университета брошюру «Die Universität Jena nach ihrer Stellung und Bedeutung in der Geschichte deutschen Geisteslebens von ihrer Gründung bis auf die Gegenwart» (1859); «Friedrich d. Gr. und sein Verhältniss zur Entwickelung des deutschen Geisteslebens» (1862); «Deutschlands trübste Zeit oder der Dreissigjä hrige Krieg etc.». Осенью 1863 года Бидерман переселился в Лейпциг, чтобы взять на себя редактирование «Die Deutsche Allgemeine Zeitung», которую редактировал до её прекращения в 1879 году. В 1864 году он написал для изданного бароном Гакстаузеном по поручению великой княгини Елены Павловны сочинения «Das konstitultionelle Princip, seine geschichtliche Entwickelung», первую часть «Die Repräsentativverfassungen mit Volkswahlen, geschichtlich entwickelt im Zusammenhange mit den polit. und sozialen Zuständen der Völker». В 1881 году он написал «Dreissig Jahre deutscher Geschichte 1840—70» (2 тома, Бреславль, 1881—1882); затем «Mein Leben und ein Stück Zeitgeschichte» (1888) и «1815—1840; 25 Jahre deutscher Geschichte» (1889); ему также принадлежат исторические драмы: «Heinrich IV» (1861); «Otto III» (1862) и «Der letzte Bürgermeister von Strassburg» (1870).
Летом 1866 года Бидерман стал во главе национально-либеральной партии в Саксонии, которую он представлял тоже в качестве депутата второй палаты в ландтаге с 1869 года и в германском рейхстаге с 1870 до 1873 года. В 1874 года он отказался от своей деятельности в рейхстаге, а в 1876 году — в ландтаге. В последние годы жизни занимался написанием исторических и литературных сочинений. По своим политическим взглядам стремился к утверждению в Германии конституционной монархии наподобие английской и к социальным реформам, направленным на улучшение положения низших слоёв населения.